# Renzo Colzi
Renzo Colzi (8 de novembro de 1937 — 26 de janeiro de 2014) foi um ciclista francês que representou França nos Jogos Olímpicos de Verão de 1956 em Melbourne, onde terminou em décimo sexto na corrida de 1 km contrarrelógio por equipes.